# 흘러가는 나날, 밥은 맛있어
《흘러가는 나날, 밥은 맛있어》(일본어: 日々は過ぎれど飯うまし 히비와 스기레도 메시 우마시[*])는 P.A.WORKS가 제작한 일본의 오리지널 텔레비전 애니메이션이다. 2025년 4월부터 6월까지 TOKYO MX 등에서 방송되었다. 약칭은 '히비메시'.

## 줄거리
먹는 것을 좋아하는 대학 1학년 카와이 마코는 초등학교 동창이었던 오가와 시논의 권유로 식문화연구부에 들어가지만 그 실태는 더미 서클이었다. 그러나 대학 사무원인 오타 마유미로부터 활동 내용이 없는 서클은 폐부가 된다고 전해진다. 마유미의 동아리 조사에 대해 활동 실적을 보여주기 위해 지금까지 의견으로 요리를 하게 되었다.

## 등장인물
카와이 마코(河合まこ)
성우 - 시마노 하나
요리를 잘하며 먹는것을 매우 좋아한다. 내성적이고, 남에게 말을 거는 것이 서투르다. 남의 이름을 기억하는 것도 서투르고, 간단한 별명을 붙인다. 시논에게 '마콧치'(まこっち)라고 불리고 있다. 아르바이트로 유부초밥 가게에서 일하고 있었는데, 접객이 서툴렀기 때문에 주방으로 옮겨진다.
후루타치 쿠레아(古舘くれあ)
성우 - 카쿠마 아이
야무지고, 마이페이스한 서클의 멤버를 이끄는 여장부 기질이지만, 강한 면도 있다. 본가의 타카오 식당을 돕고 있다.
오가와 시논(小川しのん)
성우 - 아오야마 요시노
식문화 연구부 발기인이자 부장. 대학에서 재회한 카와이 마코와는 소꿉친구. 쾌활하고 행동력이 있고 넓은 인맥을 가지지만, 무계획으로 실행해 버려, 모두를 휘말리게 하기 쉽다. 초등학생 당시의 혼명은 '오싱코'(おしんこ)였지만, 그 호칭에는 거부 반응을 일으켜 부르지 않도록 주의하고 있다. 제4화부터 쿠레아의 그 본가의 타카오 식당에서 아르바이트를 시작했다.
히가 츠츠지(比嘉つつじ)
성우 - 이누이 나츠네
쿨하고 독특한 감성의 소유자. 주변을 많이 관찰하는데 해프닝이 생기면 패닉에 빠진다. 고등학교 동창인 호시 나나의 성격을 잘 알고 있어. 마코로부터의 별명은 '히츠지'(ひつじ). 취미는 우쿨렐레 연주이며 양 굿즈를 매우 좋아한다. 에너지 드링크를 즐겨 마신다.
호시 나나(星 なな)
성우 - 아이자와 사야
시논의 고등학교 때부터 친구. 극도의 낯가림이지만, 풀리면 밝은 면을 볼 수 있다. 대학을 입학한 당초에는 자신의 눈을 가릴 정도의 앞머리를 기르고 있었지만, 퍼즐부의 시작을 위해서 자신을 이미지 체인지 해 동아리 권유를 시도해도 낯가림까지는 고쳐지지 않고 실패. 이전부터 권유받았던 식문화 연구부에 중도 입부한다.
모코타로(モコ太郎)
성우 - 모에노 아즈키
마코가 좋아하는 미식계 동영상 채널 '모코타로 밥을 먹는다'의 인기 캐릭터.
오타 마유미(太田まゆみ)
성우 - 후쿠하라 아야카
대학의 사무원. 진지하게 일을 하고 있어 식문화 연구부의 활동을 체크한다.
쿠레아의 엄마
성우 - 마에다 아이
음식점 '타카오 식당'을 운영하고 있는 쿠레아의 엄마.
호시 루나(星るな)
성우 - 쿠로키 호노카
호시 나나의 언니. 츠츠지와는 안면이 있다. 마코가 다니는 대학 근처의 옷 가게에서 일하고 있다.
코다마 사쿠라(児玉さくら)
성우 - 나카지마 메구미
마코가 다니는 대학의 3학년. 농업 서클의 부장.

## 스태프
- 원작 - team apa
- 캐릭터 & 스토리 원안·만화 네임 제작 - 앗토
- 감독 - 카와츠라 신야, 하루미즈 토오루
- 시리즈 구성 - 히키 요시히로
- 캐릭터 디자인·총작화 감독 - 미츠다 하지메
- 총작화 감독 - 카시와기 아야카, 임주은
- 의상 디자인 - 후지타니 나미
- 프롭 디자인 - 마키노 히로미
- 미술 감독 - 히가시 준이치
- 미술 설정 - 후지이 유타
- 색채 설계 - 카구치 히로아키
- 3D 감독 - 이치카와 모토나리
- 2D 웍스 - 무라카미 료
- 촬영 감독 - 사토 요이치로
- 편집 - 타카하시 아유무
- 온라인 편집 - 굿잡 도쿄
- 음향 감독 - 타카데라 타케시
- 음향 효과 - 코야마 야스마사
- 음향 제작 - 매직 캡슐
- 음악 - 미즈타니 히로미
- 프로듀서 - 토바 요스케, 츠지 미츠히토
- 라인 프로듀서 - 모토시마 카즈야
- 애니메이션 제작 - P.A.WORKS
- 제작 - 히비메시 제작위원회

## 주제가
그런 거야(そんなもんね)
asmi에 의한 오프닝 테마. 작사는 Ryota Saito, 작곡은 Ryota Saito, knoak, 편곡은 knoak.
미소된장국과 버터(味噌汁とバター)
우시오 레이라에 의한 엔딩 테마. 작사·작곡은 우시오 레이라, 편곡은 knoak.
제4화부터 엔딩 무비에 호시 나나가 추가되었다.

## 에피소드 목록
| 화수   | 제목                                                    | 각본          | 그림 콘티                     | 연출                                          | 작화 감독 | 방송일   |
| ------ | ------------------------------------------------------- | ------------- | ----------------------------- | --------------------------------------------- | --- | -------- |
| 제1화  | 食文化研究部へようこそ 식문화 연구부에 잘 왔어          | 히키 요시히로 | 카와츠라 신야 하루미즈 토오루 | 오타 토모아키                                 | 코지마 아스카 카시와기 아야카 와카야마 마사시 오노 시게노 야마모토 에리사 Magho 임주은 SILVER LINK. 빛의 정원 애니메이션                      | 4월 13일 |
| 제2화  | 料理したいかも 요리가 하고 싶어                         | 히키 요시히로 | 하루미즈 토오루               | 미야타 마사노리                               | 타나카 미쿠 요시다 쇼타 오가사와라 유 Magho 야마모토 에리사 와카야마 마사시 카시와기 아야카 오노 카즈미 나카지마 다이치 임주은 SENA 8ito      | 4월 20일 |
| 제3화  | お金なくなっちゃった!! 돈이 없어졌어!!                  | 히키 요시히로 | 사카타 준이치                 | 야마시타 토모아키                             | 타나카 미쿠 나카지마 다이치 오노 카즈미 와카야마 마사시 오노 시게노 타노우에 신 SILVER LINK. 빛의 정원 애니메이션                             | 4월 27일 |
| 제4화  | この子は星なな 이 아이는 호시 나나                      | 히키 요시히로 | 와타나베 마샤미               | 아베 유리코                                   | 아마노 카즈코 오가사와라 유 오노 카즈미 카시와기 아야카 임주은 빛의 정원 애니메이션                                                           | 5월 4일  |
| 제5화  | ドライブ行かない? 드라이브 안 갈래?                     | 히키 요시히로 | 사사키 타다요시               | 카네모리 유키                                 | 임주은 카시와기 아야카 나카지마 다이치 오가사와라 유우 빛의 정원 애니메이션 이재민 김유선 이상진 이종만 호성진                                | 5월 11일 |
| 제6화  | もしかして私太った…? 혹시 나 살쪘나…?                   | 호시노 나나미 | 우메츠 토모미                 | 아즈마 료스케 쿠리야마 요시히데 이와타 미즈키 | 이노우에 리카 후지이 모에 오오노 츠토무 Atelier Gokujou 자오샤오촨 徐超 陳玲玲 蒋海華                                                         | 5월 18일 |
| 제7화  | ずっと忘れないと思う 평생, 잊지 못할 것 같아            | 히키 요시히로 | 미야타 마사노리               | 야마시타 토모아키 하루미즈 토오루             | 나카지마 다이치 와카야마 마사시 오가사와라 유우 임주은 오노 카즈미 MARURIN Romulo                                                             | 5월 25일 |
| 제8화  | エアコン…壊れた…? 에어컨이…고장 났나…?                  | 히키 요시히로 | 니시타 마사요시               | 타카하시 아키라 타카하시 마사노리             | 임주은 오가사와라 유우 나카지마 다이치 와카야마 마사시 야마모토 에리사 요시다 쇼타 Madeline MARURIN Paul stiffman Romulo 빛의 정원 애니메이션 | 6월 1일  |
| 제9화  | 出店してみますか! 부스 운영해 봅시다!                   | 히키 요시히로 | 아사이 요시유키               | 야마시타 토모아키                             | 코지마 아스카 카시와기 아야카 임주은 요시다 쇼타 오가사와라 유우 오노 카즈미 Magho 나카지마 다이치 빛의 정원 애니메이션                       | 6월 8일  |
| 제10화 | ただいま 다녀왔습니다                                   | 히키 요시히로 | 하루미즈 토오루               | 아와이 시게노리                               | 코지마 아스카 李程尚 陳月 오가사와라 유우 오노 카즈미 나카지마 다이치 빛의 정원 애니메이션                                                    | 6월 15일 |
| 제11화 | クリスマス空いてますか!? 크리스마스에 시간 있으십니까!? | 호시노 나나미 | 사카타 준이치                 | 우에노 켄야                                   | 카와이 마사키 키타하라 리나 모노 켄고 탄바쿠 Demoulin Remi eeqa                                                                               | 6월 22일 |
| 제12화 | ごちそうさま!! 잘 먹었습니다!!                          | 히키 요시히로 | 하루미즈 토오루               | 하루미즈 토오루                               | 코지마 아스카 임주은 카시와기 아야카 오노 카즈미 오가사와라 유우 나카지마 다이치 빛의 정원 애니메이션                                         | 6월 29일 |

## 만화
Quro에 의한 코미컬라이즈가 얼라이브+(KADOKAWA)에서 2025년 3월부터 연재 중이다.